# Compañía Envasadora del Atlántico
La Compañía Envasadora del Atlántico (CEA) es una empresa colombiana productora y comercializadora de pulpa y puré de fruta. Procesa mayoritariamente mango (Mangifera indica), también guayaba (Psidium), maracuyá (Passiflora edulis) y tomate (Solanum lycopersicum).
Es una de las principales empresas colombianas del sector de procesamiento de frutas.

## Historia
Fue fundada en 1982 y se localiza en la Zona Franca de Barranquilla, un parque industrial conformado por más de 130 empresas y compañías de diversos sectores. Según reportes de 2012, la empresa procesaba 2 400 000 kg de pulpa de fruta por día, siendo de esta manera, una de las empresas agroindustriales más grandes de todo el país. Hasta ese entonces, trabajaba conjuntamente con 2500 agricultores ubicados en la región Caribe, Antioquia, Cundinamarca, Tolima y otras zonas a nivel nacional. Las frutas recolectadas son maracuyá, guayaba y mango, después transportadas a la planta de producción y procesadas, posteriormente, el producto es envasado en tambores industriales con capacidad para 50 L de fruta procesada. El mango es la fruta con mayor producción y comercialización, el cual se exporta a 34 países, siendo los Estados Unidos el mayor consumidor y socio estratégico con un 24% de toda la producción, seguido del Oriente Medio, Europa, norte y sur de África, Oceanía, Suramérica, Centroamérica y el Caribe.
Cuenta con una fundación llamada Fundación Social CEA (FundaCEA), la cual brinda beneficios para sus proveedores como asistencia y capacitación técnica, ayudas económicas, asesorías con empresas de crédito, programas y servicios funerarios, entre otros; asimismo, la compañía ha participado de eventos y programas internacionales sobre producción y distribución de pulpa de fruta. Con más de 40 años de experiencia en el mercado, le han sido otorgadas 23 certificaciones de calidad. También ha recibido premios nacionales por la producción y venta de sus frutas procesadas al exterior.